# Konikowo (województwo zachodniopomorskie)
Konikowo (dawniej niem. Konikow) – wieś w Polsce położona na Równinie Białogardzkiej, w województwie zachodniopomorskim, w powiecie koszalińskim, w gminie Świeszyno.
Wieś leży przy trasie drogi wojewódzkiej nr 167 do Tychowa. Według danych z końca grudnia 2012 wieś miała 1131 mieszkańców. Sołectwo Konikowo tworzą miejscowości: Czersk Koszaliński i Konikowo.
W latach 1954–1959 wieś należała i była siedzibą władz gromady Konikowo, po jej zniesieniu w gromadzie Świeszyno. W latach 1975–1998 miejscowość administracyjnie należała do województwa koszalińskiego. 1 stycznia 1989 część wsi Konikowo o powierzchni 116,06 ha przyłączono do Koszalina.

## Zabytki
We wsi znajduje się Kościół Najświętszego Serca Pana Jezusa pochodzący z XIV wieku. Zachowały się gotyckie przyziemia wieży oraz ściany prezbiterium. Natomiast górna część wieży wraz z krótką nawą ze schodkowym szczytem wschodnim oraz mocno wydłużonym prezbiterium pochodzi z 1852. Wieża zwieńczona jest gotyckim krenelażem i pinaklami w czterech narożach, jest oszkarpowana (tak samo jak nawa i prezbiterium) i pozbawiona hełmu. W kościele znajduje się renesansowy ołtarz z 1611.

## Wspólnoty wyznaniowe
- Kościół rzymskokatolicki:
  - parafia Narodzenia Najświętszej Marii Panny w Świeszynie, kościół filialny
- Świadkowie Jehowy:
  - zbór Konikowo (Sala Królestwa Konikowo 64A)[8].